# Əliyar Ağayev

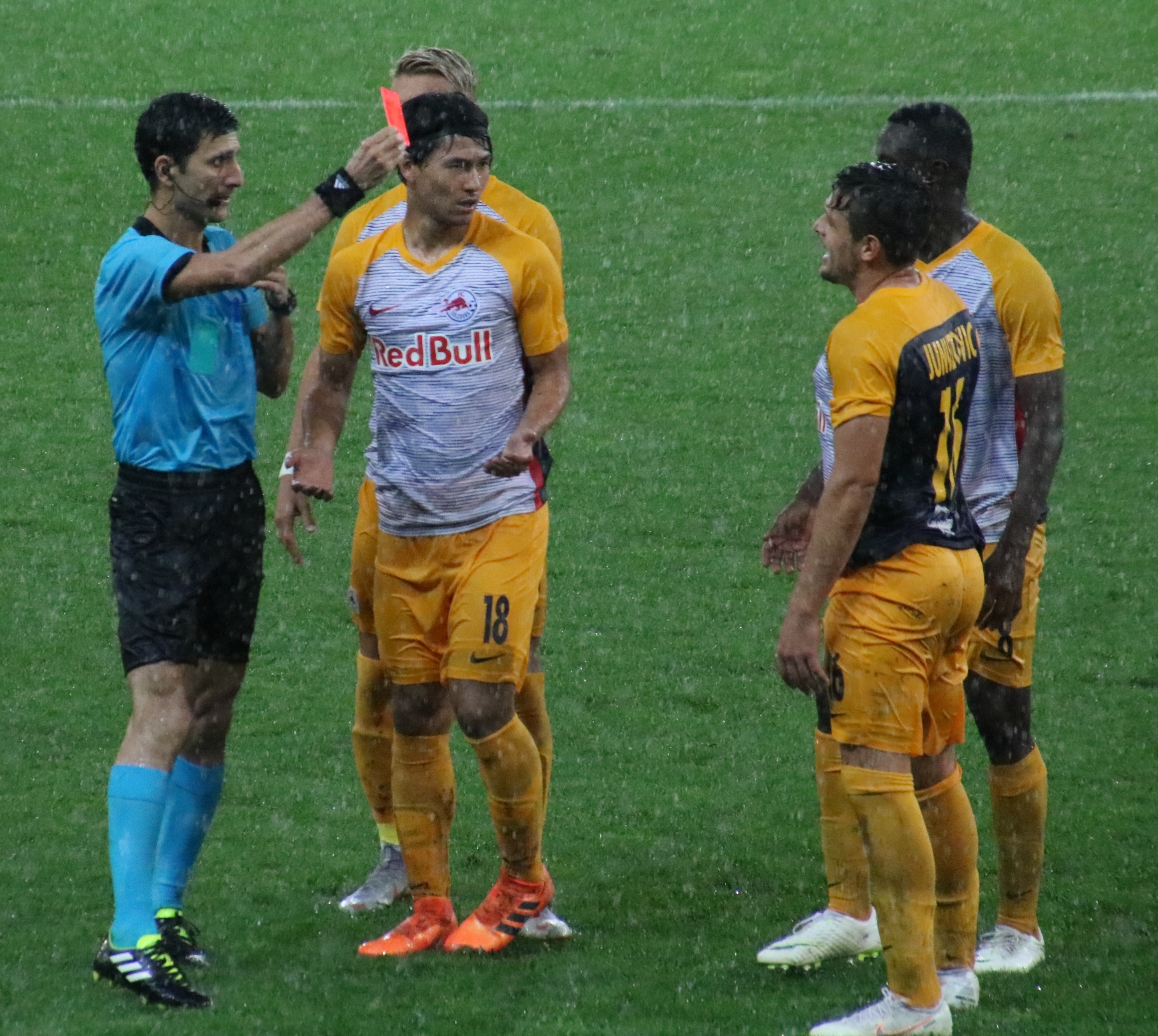
Əliyar Ağayev (2018)

Əliyar Ağayev (* 17. Oktober 1987) ist ein aserbaidschanischer Fußballschiedsrichter.
Seit 2013 steht er auf der Liste der FIFA-Schiedsrichter und leitet internationale Fußballspiele.
In der Saison 2015/16 leitete Ağayev erstmals ein Spiel in der Europa League, bisher noch keine Spiele in der Champions League, jedoch in der Qualifikation zu beiden Wettbewerben. Zudem pfiff er bereits Partien in der Nations League, in der EM-Qualifikation für die Europameisterschaft 2021, in der europäischen WM-Qualifikation für die WM 2018 in Russland und die WM 2022 in Katar sowie Freundschaftsspiele.
Zudem war Ağayev bei der U-17-Europameisterschaft 2014 in Malta, bei der U-19-Europameisterschaft 2016 in Deutschland (bei der er unter anderem das Finale leitete) sowie als Vierter Offizieller bei der U-17-Europameisterschaft 2016 in Aserbaidschan im Einsatz.